# Au lecteur
Au lecteur est le poème introductif des Fleurs du mal de Charles Baudelaire.

## Versions musicales
Il est interprété en 2018 par la chanteuse franco-canadienne Mylène Farmer dans son album Désobéissance.
Le groupe Anakarsis a aussi composé une chanson sur ce texte.